# Cantón de Suippes
El cantón de Suippes era una división administrativa francesa, que estaba situada en el departamento de Marne y la región de Champaña-Ardenas.

## Composición
El cantón estaba formado por dieciocho comunas:
- Billy-le-Grand
- Bouy
- Bussy-le-Château
- Cuperly
- Dampierre-au-Temple
- Jonchery-sur-Suippe
- La Cheppe
- Livry-Louvercy
- Mourmelon-le-Grand
- Mourmelon-le-Petit
- Sainte-Marie-à-Py
- Saint-Hilaire-au-Temple
- Saint-Hilaire-le-Grand
- Somme-Suippe
- Souain-Perthes-lès-Hurlus
- Suippes
- Vadenay
- Vaudemange

## Supresión del cantón de Suippes
En aplicación del Decreto nº 2014-208 de 21 de febrero de 2014, el cantón de Suippes fue suprimido el 22 de marzo de 2015 y sus 18 comunas pasaron a formar parte; diez del nuevo cantón de Mourmelon-Vesle y Montes de Champaña y ocho del nuevo cantón de Argonne-Suippe y Vesle.